# Sonja Pachta
Sonja Pachta, née le 25 avril 1941 à Vienne en Autriche et morte dans la même ville le 21 août 2024, est une joueuse de tennis autrichienne.
Durant sa carrière allant de 1956 à 1976, elle remporte plusieurs tournois internationaux et participe régulièrement à Wimbledon où elle atteint les huitième de finale en 1962. Elle est considérée comme l'une des pionnières du tennis féminin en Autriche.

## Carrière
Sonja Patcha commence le tennis très jeune. Son père et entraineur, Josef Pachta, l'envoie prendre aussi des cours de danse et de gymnastique en parallèle afin d'améliorer sa posture au tennis. 
Elle remporte à 15 ans le titre de championne d'Autriche de tennis. Sur la scène nationale autrichienne, Sonja Patcha domine les compétitions et remporte le titre de championne nationale en simple de 1958 à 1975 sans interruption. La fédération de tennis autrichienne a comptabilisé 52 titres dans des tournois nationaux, dont 19 en simple. 
Sur le circuit international, la joueuse autrichienne remporte plusieurs tournois et obtient de bons résultats, comme par exemple, une finale aux tournois de Hanovre en 1964 face à Margaret Smith Court. Elle a été membre de l'équipe d'Autriche de Fed Cup en 1963, 1966, 1972, 1973 et 1975. Son meilleur résultat en Grand Chelem est une place en huitième de finale du tournoi de Wimbledon 1962 où elle est défaite par Billie Jean King.

## Palmarès (partiel)

### Titres en simple
| No | Date       | Nom et lieu du tournoi                                | Catégorie | Dotation | Surface      | Finaliste        | Score         |  |
| -- | ---------- | ----------------------------------------------------- | --------- | -------- | ------------ | ---------------- | ------------- |  |
| 1  | 07/07/1958 | Tournoi de tennis d'Olten, Olten                      |           | NC       | Terre (ext.) | Lucia Bassi (en) | 8-6, 10-8     |  |
| 2  | 13/08/1963 | Tournoi de tennis de Kitzbühel, Kitzbühel             |           | NC       | Terre (ext.) | Jeanine Lieffrig | 6-4, 6-3      |  |
| 3  | 26/05/1964 | Tournoi de tennis de Vienne, Vienne                   |           | NC       | Terre (ext.) | Almut Sturm (de) | 6-2, 6-2      |  |
| 4  | 28/03/1966 | Championnats Internationaux de la Ville de Nice, Nice |           | NC       | Terre (ext.) | Jill Blackman    | 6-4, 6-4      |  |
| 5  | 22/05/1966 | Tournoi de tennis de Berlin, Berlin Ouest             |           | NC       | Terre (ext.) | Almut Sturm (de) | 6-2, 8-6      |  |
| 6  | 21/09/1970 | Tournoi de tennis d'Opatija, Opatija                  |           | NC       | Terre (ext.) | Kora Schediwy    | 7-9, 6-4, 6-1 |  |
| 7  | 31/07/1972 | Lebanon International Tennis, Brummana                |           | NC       | Terre (ext.) | Julie Anthony    | 6-4, 3-6, 6-4 |  |

### Finales perdues en simple
| No | Date       | Nom et lieu du tournoi                      | Catégorie | Dotation | Surface         | Vainqueure      | Score    |          |
| -- | ---------- | ------------------------------------------- | --------- | -------- | --------------- | --------------- | -------- | -------- |
| 1  | 22/08/1961 | Tournoi de tennis de Pörtschach, Pörtschach |           | NC       | Terre (ext.)    | Renee Schuurman | 6-3, 6-4 |          |
| 2  | 30/08/1962 | Tournoi de tennis de Pörtschach, Pörtschach |           | NC       | Terre (ext.)    | Edda Buding     | 8-6, 6-2 |          |
| 3  | 09/02/1964 | Budapest Indoors, Budapest                  |           | NC       | Moquette (int.) | Věra Suková     | 6-4, 6-3 |          |
| 4  | 30/04/1964 | Hannover Tournament, Hanovre                |           | NC       | Terre (ext.)    | Margaret Smith  | 6-0, 6-1 | Parcours |
| 5  | 29/06/1966 | Tournoi de tennis de Travemunde, Lübeck     |           | NC       | Terre (ext.)    | Helga Masthoff  | 8-6, 6-0 |          |
| 6  | 11/07/1966 | Swiss Championships, Gstaad                 |           | NC       | Terre (ext.)    | Helga Hosl      | 6-1, 6-1 | Parcours |
| 7  | 24/08/1970 | Tournoi de tennis de Innsbruck, Innsbruck   |           | NC       | Terre (ext.)    | Evonne Cawley   | 7-5, 6-0 |          |

## Parcours en Grand Chelem

### En simple dames
| Année     | Championnat d'Australie Open d'Australie | Championnat d'Australie Open d'Australie | Internationaux de France | Internationaux de France | Wimbledon       | Wimbledon           | US National US Open | US National US Open |
| --------- | ---------------------------------------- | ---------------------------------------- | ------------------------ | ------------------------ | --------------- | ------------------- | ------------------- | ------------------- |
| 1958      | -                                        | -                                        | -                        | -                        | 2e tour (1/32)  | Heather Segal       | -                   | -                   |
| 1959      | -                                        | -                                        | -                        | -                        | 1er tour (1/64) | Leonie Brighton     | -                   | -                   |
| 1960      | -                                        | -                                        | -                        | -                        | 2e tour (1/32)  | Yola Ramírez        | -                   | -                   |
| 1961      | -                                        | -                                        | -                        | -                        | 2e tour (1/32)  | Margaret Hunt       | -                   | -                   |
| 1962      | -                                        | -                                        | -                        | -                        | 4e tour (1/8)   | Billie Jean Moffitt | -                   | -                   |
| 1963      | -                                        | -                                        | 2e tour (1/32)           | Christiane Mercelis      | 2e tour (1/32)  | Billie Jean Moffitt | -                   | -                   |
| 1964      | -                                        | -                                        | -                        | -                        | 2e tour (1/32)  | Rita Bentley        | -                   | -                   |
| 1965      | -                                        | -                                        | -                        | -                        | 2e tour (1/32)  | Elly Krocké         | -                   | -                   |
| 1966      | -                                        | -                                        | -                        | -                        | 3e tour (1/16)  | Edda Buding         | -                   | -                   |
| 1967-1970 | -                                        | -                                        | -                        | -                        | -               | -                   | -                   | -                   |
| 1971      | -                                        | -                                        | 1er tour (1/32)          | Pam Austin               | -               | -                   | -                   | -                   |
| 1972      | -                                        | -                                        | 2e tour (1/32)           | Corinne Molesworth       | 2e tour (1/32)  | Kerry Melville      | -                   | -                   |
| 1973      | -                                        | -                                        | -                        | -                        | 1er tour (1/64) | Kazuko Sawamatsu    | -                   | -                   |

À droite du résultat, l’ultime adversaire.